# Euchar Adam

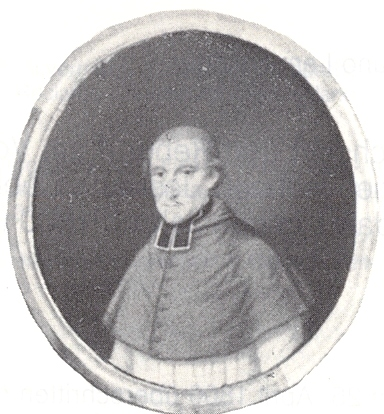
Euchar von Adam um 1822

Euchar Adam, auch: Euchar von Adam (* 20. Februar 1748 in Pleinfeld; † 25. April 1830 in Eichstätt) war als Leiter des Generalvikariats im Bistum Eichstätt ein kirchenpolitischer Kämpfer in der Säkularisierungsperiode.

## Ausbildung
Er besuchte von 1760 bis 1762 das Gymnasium in Eichstätt und von 1762 bis 1767 das Gymnasium und Studienkolleg in Neuburg an der Donau. 1767 und 1768 war er an der Universität Ingolstadt immatrikuliert, wo er den Grad eines Magisters der Philosophie errang. Von 1768 bis 1772 weilte er zum Studium der Philosophie und Theologie am Collegium Germanicum in Rom. Hier wurde er im Dezember 1770 zum Priester geweiht und 1772 an der Gregoriana zum Doktor der Theologie promoviert.

## Laufbahn und Wirken
In sein Heimatbistum zurückgekehrt, wurde er 1772 Kaplan in Spalt und 1773 in Eichstätt. Von 1774 bis 1783 war er Vizeregens, von 1783 bis 1785 Regens des Bischöflichen Priesterseminars Eichstätt. 1775 wurde er Domherr am Willibaldschor. In der Bistumsverwaltung erhielt er 1777 das Amt eines Konsistorialrates und legte als solcher 1785 die Regentie nieder. Von 1787 bis 1830 wirkte er als Offizial und damit als Leiter des bischöflichen geistlichen Gerichts. 1790 wurde er Wirklicher Geistlicher Rat. 1790 übertrug der neugewählte Fürstbischof Joseph Graf von Stubenberg dem Geistlichen Rat als Korporation die Geschäfte des Generalvikariats; hier nahm Adam die führende Stellung ein und hatte in der Praxis die Funktion des Generalvikars inne (bis 1821).
Adam war der einflussreichste und wichtigste Berater Stubenbergs. Auf ihn gingen viele Aktivitäten über die Diözese hinaus zurück, mit denen im Zuge der Neuordnung der deutschen Kirche nach der Säkularisation staatskirchliche Eingriffe möglichst eingedämmt werden sollten. So gehörte er zu jener Gruppe von Laien und Geistlichen und machte sich bald zu deren treibenden Kraft, die sich 1814 zum Austausch von Nachrichten und Ansichten hinsichtlich der Ablehnung der Aufklärung, des Kampfes für die kirchliche Freiheit und die Restituierung der geistlichen Fürstentümer zusammengefunden hatte und im Vorfeld des Bayerischen Konkordats von 1817 überdiözesan kirchenpolitisch aktiv wurde. Im Nachhinein wurde für diesen bis 1820 existierenden, exklusiven „Verein der Ordinariate“ der drei fränkischen Bistümer Eichstätt, Bamberg und Würzburg der Begriff „Konföderierte“ geprägt, wobei der Eichstätter Kreis fälschlicherweise mit einem breiter angelegten Gelehrtenverein gleichgesetzt wurde, der sich um den Würzburger Weihbischof Gregor von Zirkel, der ebenfalls im Verein der Ordinariate aktiv war, geschart hatte. Zirkels Kreis zielte eher auf eine literarische Verteidigung der katholischen Kirche ab, wozu man ab 1810 als Sprachrohr die „Litteraturzeitung für katholische Religionslehrer“ führte. Hauptaktionsjahr des Vereins der Ordinariate war 1816, als man sich mit Denkschriften an politische Stellen und an Rom wandte. Ob und inwieweit das Bayerische Konkordat vom Verein beeinflusst werden konnte, ist im Einzelnen nicht nachweisbar; jedenfalls sorgten die fränkischen Ordinariate dafür, dass die Kurie in Rom über den Zustand der Kirche in Bayern gut Bescheid wusste.
Als nach Inkrafttreten des Bayerischen Konkordats am 25. November 1821 in Eichstätt das Domkapitel feierlich neu errichtet wurde, erhielt Adam die Domdechantei übertragen und wurde Direktor des Konsistoriums (Ehegericht). Sein Grabdenkmal befindet sich im Mortuarium des Eichstätter Domes.

## Ehrung
1827 wurde er mit dem bayerischen Personaladel ausgezeichnet und Ritter des königlichen bayerischen Zivilverdienstordens.